# Bedrohungsmatrix
Eine Bedrohungsmatrix ist eine Tabelle, die zum Erfassen von Bedrohungen verwendet wird. Die Zeilen geben die gefährdeten Bereiche an, die Spalten die potenziellen Auslöser. Jedes Kästchen, das sich aus der Kombination einer Zeile und Spalte ergibt, zeigt eine mögliche Bedrohung an. 
Die Bedrohungsmatrix wird beispielsweise im Security Engineering verwendet. So sollen möglichst viele Bedrohungen erfasst werden.